# Municipalità di Lanchkhuti
La municipalità di Lanchkhuti (in georgiano ლანჩხუთის მუნიციპალიტეტი?) è una municipalità georgiana della Guria.
Nel censimento del 2002 la popolazione si attestava a 40 507 abitanti. Nel 2014 il numero risultava essere 31 486.
La cittadina di Lanchkhuti è il centro amministrativo della municipalità, la quale si estende su un'area di 533 km².

## Popolazione
Dal censimento del 2014 la municipalità risultava costituita al 98,9% da persone di etnia georgiana.

## Monumenti e luoghi d'interesse
- Monastero di Jikheti
- Parco nazionale di Kolkheti
- Casa di Egnate Ninoshvili